# حسين حمودة
حسين حمودة محمد محمد كاتب وناقد أدبي وصحفي وأستاذ جامعي مصري وُلد بمحافظة القاهرة، وتخرج في قسم اللغة العربية وآدابها بكلية الآداب جامعة القاهرة، ويعمل حاليًا أستاذاً للأدب العربي الحديث بجامعة القاهرة، ويرأس تحرير مجلة فصول الأدبية، كما يشغل منصب نائب مقرر لجنة القصة بالمجلس الأعلى للثقافة منذ ديسمبر 2015، وهو عضو بلجنة تحكيم جائزة يحيى الطاهر عبد الله الأدبية التي تقدمها أسرة الكاتب الراحل يحيى الطاهر عبد الله تحت رعاية المجلس الأعلى للثقافة بدءا من عام 2021.

## أعماله ومؤلفاته

### المؤلفات
ألف الدكتور حسين حمودة العديد من المؤلفات التي تنوعت ما بين دراسات النقد الأدبي، والأدب المقارن، ومنها:
- في غياب الحديقة.. حول متصل الزمان/المكان في روايات نجيب محفوظ: صدر عام 2007 عن مكتبة مدبولي للنشر والتوزيع بالقاهرة.[5]
- من عيون القصة المصرية (مختارات قصصية): صدر الكتاب في ثلاثة مجلدات عام 2009 عن المجلس الأعلى للثقافة بالقاهرة.[6][7][8]
- ميادين الغضب (قراءات في روايات مصرية): صدر عام 2013 عن دار العين للنشر والتوزيع بالقاهرة.[9]
- الرواية والمدينة (نماذج من كتاب الستينيات في مصر): صدر عام 2019 عن الهيئة المصرية العامة للكتاب بالقاهرة.[10]